# 사이드 압두스 사마드
사이드 압두스 사마드(벵골어: সৈয়দ আবদুস সামাদ, 1942년 ~ 2021년 7월 28일)는 방글라데시의 경제학 교수였다. 그는 다카 대학교, 보스턴 주립대학, 보스턴 대학교, 사우스퍼시픽 대학교, 대한민국 한국외국어대학교에서 교수로 재직했다. 사마드는 방글라데시와 국제 무대에서 공무원, 경제학자, 인권운동가로 활동했다. 방글라데시에서는 에너지광물자원부의 상임차관과 총리실 수석차관을 지냈다. 또한 방글라데시 투자위원회 집행위원장으로 재직했다.

## 교육
사마드는 다카 대학교에서 경제학 학사 학위를 받았다. 이후 UCLA에서 대학원 과정을 수학했다. 1977년에는 보스턴 대학교에서 경제학 및 정치경제학 석사 학위를, 1979년에는 박사 학위를 취득했다.

## 경력
사마드는 1964년에 파키스탄 행정서비스(CSP)에 입직하였다. 그는 방글라데시 초대 대통령 셰이크 무지부르 라흐만의 개인 비서로도 근무했으며, 이후 1996년부터 2001년까지 정부 재임 기간 동안 수석 비서관을 지냈다.
1971년 방글라데시 독립 전쟁 당시, 사마드는 파키스탄 정부와의 관계를 단절하고 방글라데시 임시정부에 합류하였다. 당시 그는 파키스탄 행정서비스 소속으로 랑가마티 지역의 추가 부구청장(ADC) 직을 맡고 있었다.
1980년부터 1982년까지 사마드는 방글라데시 행정 직원 대학에서 교수 및 지도 직원으로 근무하였다. 1982년부터 1985년까지는 방글라데시 대통령 경제 고문으로 일했으며, 1985년부터 1990년까지는 공공 행정 및 경제 개발 훈련 아카데미에서 경제학을 가르쳤다.
1990년부터 1996년까지는 유엔 아시아태평양개발센터 경제 및 정보기술 프로그램 디렉터를 맡았으며, 1992년부터 1997년까지는 아시아태평양개발연구훈련기관협회 말레이시아 지부 사무총장을 역임했다.
1995년부터 1997년까지는 방글라데시 행정서비스협회 회장을, 1996년부터 1997년까지는 에너지·광물자원부 상임 비서관을 지냈다. 1997년부터 2001년까지는 방글라데시 정부 수석 비서관으로 근무하였다. 사마드는 1996년 인도와 체결된 역사적인 갠지스강 물 공유 조약과 1997년 파르바티야 차트그람 자나 상하티 사미티(PCJSS)와의 평화협정을 성사시키는 데 중요한 역할을 했다. 이 평화협정으로 방글라데시 동남부 산악 지대에서 거의 20년간 지속되었던 분쟁이 종식되었다.
2006년부터 2009년까지 사마드는 사우스퍼시픽 대학교와 한국외국어대학교에서 강의했다.